# Campeonato Mundial de Atletismo de 2011 - Salto triplo masculino
O salto triplo masculino do Campeonato Mundial de Atletismo de 2011 foi disputada entre os adias 2 e 4 de setembro  no Daegu Stadium, em Daegu

## Recordes
Antes desta competição, os recordes mundiais e do campeonato nesta prova eram os seguintes:
| Tipo                  | Atleta           | Distância | Local      | Data                | Ref |
| --------------------- | ---------------- | --------- | ---------- | ------------------- | --- |
|                       | Jonathan Edwards | 18,29     | Gotemburgo | 7 de agosto de 1995 | ver |
| Recorde do campeonato | Jonathan Edwards | 18,29     | Gotemburgo | 7 de agosto de 1995 | ver |

## Medalhistas
| Ouro                   | Prata                | Bronze           |
| Christian Taylor (USA) | Phillips Idowu (GBR) | Will Claye (USA) |

## Cronograma
| Data          | Hora  | Evento        |
| ------------- | ----- | ------------- |
| 2 de setembro | 10:30 | Primeira fase |
| 4 de setembro | 19:05 | Final         |

Todos os horários são horas locais (UTC +9)

## Resultados

### Primeira fase
Qualificação: Desempenho de qualificação 17,10 m (Q) ou pelo menos 12 melhores (q) avançam para a final. 
| Colocação | Grupo | Atleta                 | Nacionalidade  | 1º prova | 2º prova | 3º prova | Resultados | Notas  |
| --------- | ----- | ---------------------- | -------------- | -------- | -------- | -------- | ---------- | ------ |
| 1         | B     | Alexis Copello         | Cuba           | 17,06    | 17,31    |          | 17,31      | Q      |
| 2         | B     | Nelson Évora           | Portugal       | 17,05    | 17,20    |          | 17,20      | Q      |
| 3         | A     | Will Claye             | Estados Unidos | x        | 17,19    |          | 17,19      | Q      |
| 4         | A     | Phillips Idowu         | Grã-Bretanha   | 17,17    |          |          | 17,17      | Q      |
| 5         | B     | Christian Olsson       | Suécia         | 16,55    | 17,16    |          | 17,16      | Q      |
| 6         | A     | Leevan Sands           | Bahamas        | 17,13    |          |          | 17,13      | Q (SB) |
| 7         | A     | Benjamin Compaoré      | França         | 17,11    |          |          | 17,11      | Q      |
| 8         | B     | Yoandris Betanzos      | Cuba           | 17,01    | 13.66    | -        | 17,01      | q      |
| 9         | A     | Christian Taylor       | Estados Unidos | x        | 16,99    | 16,81    | 16,99      | q      |
| 10        | B     | Fabrizio Donato        | Itália         | 16,55    | 16,70    | 16,88    | 16,88      | q      |
| 11        | B     | Henry Frayne           | Austrália      | 16,54    | 16,83    | 16,64    | 16,83      | q      |
| 12        | A     | Sheryf El-Sheryf       | Ucrânia        | 16,81    | x        | 16,73    | 16,81      | q      |
| 13        | A     | Arnie David Girat      | Cuba           | 16,74    | 16,68    | 16,17    | 16,74      |        |
| 14        | A     | Fabrizio Schembri      | Itália         | 16,71    | 16,28    | 16,63    | 16,71      |        |
| 15        | B     | Marian Oprea           | Roménia        | x        | 16,61    | 16,19    | 16,61      |        |
| 16        | B     | Tosin Oke              | Nigéria        | x        | 16,50    | 16,60    | 16,60      |        |
| 17        | B     | Jefferson Sabino       | Brasil         | 16,18    | 15,91    | 16,51    | 16,51      |        |
| 18        | A     | Aleksey Fedorov        | Rússia         | 15,84    | 16,42    | 16,26    | 16,42      |        |
| 19        | A     | Samyr Laine            | Haiti          | 16,38    | 15,83    | 16,30    | 16,38      |        |
| 20        | A     | Li Yanxi               | China          | 15,68    | 16,28    | 15,42    | 16,28      |        |
| 21        | B     | Hugo Mamba-Schlick     | Camarões       | 15,66    | 15,93    | 16,15    | 16,15      |        |
| 22        | B     | Anders Møller          | Dinamarca      | 16,14    | 14,07    | x        | 16,14      |        |
| 23        | B     | Walter Davis           | Estados Unidos | 15,28    | 13,90    | 16,12    | 16,12      |        |
| 24        | A     | Wilbert Walker         | Jamaica        | 15,66    | 14,50    | 15,97    | 15,97      |        |
| 25        | B     | Yevhen Semenenko       | Ucrânia        | x        | 15,72    | 15,96    | 15,96      |        |
| 26        | B     | Maximiliano Díaz       | Argentina      | 15,91    | 15,65    | x        | 15,91      |        |
|           | A     | Sief El Islem Temacini | Argélia        | x        | x        | x        | NM         |        |
|           | A     | Renjith Maheshwary     | Índia          | x        | x        | x        | NM         |        |
|           | A     | Deokhyeon Kim          | Coreia do Sul  | x        | x        | x        | NM         |        |
|           | A     | Tumelo Thagane         | África do Sul  | x        | x        | x        | NM         |        |
|           | B     | Yevgeniy Ektov         | Cazaquistão    | x        | x        | x        | NM         |        |

### Final
A final foi iniciada as 19:05. 
| Colocação         | Atleta            | Nacionalidade  | 1º prova | 2º prova | 3º prova | 4º prova | 5º prova | 6º prova | Resultados | Notas |
| ----------------- | ----------------- | -------------- | -------- | -------- | -------- | -------- | -------- | -------- | ---------- | ----- |
| Medalha de ouro   | Christian Taylor  | Estados Unidos | x        | 17,04    | 17,40    | 17,96    | -        | 15,96    | 17,96      | WL    |
| Medalha de prata  | Phillips Idowu    | Grã-Bretanha   | 17,56    | 17,38    | 17,70    | 17,77    | 17,48    | 17,49    | 17,77      | SB    |
| Medalha de bronze | Will Claye        | Estados Unidos | x        | x        | 17,50    | 17,30    | -        | 17,14    | 17,50      | PB    |
| 4                 | Alexis Copello    | Cuba           | x        | 17,19    | x        | 17,36    | 17,47    | 16,11    | 17,47      |       |
| 5                 | Nelson Évora      | Portugal       | 17,35    | 16,80    | 16,63    | 16,18    | 16,57    | 16,95    | 17,35      | SB    |
| 6                 | Christian Olsson  | Suécia         | 17,23    | 16,80    | 17,22    | 16,75    | -        | -        | 17,23      |       |
| 7                 | Leevan Sands      | Bahamas        | 16,81    | x        | 17,07    | 17,12    | 17,21    | 16,59    | 17,21      | SB    |
| 8                 | Benjamin Compaoré | França         | x        | 17,04    | 17,17    | x        | 16,99    | x        | 17,17      |       |
| 9                 | Henry Frayne      | Austrália      | 16,45    | 16,78    | 16,60    |          |          |          | 16,78      |       |
| 10                | Fabrizio Donato   | Itália         | 16,77    | x        | x        |          |          |          | 16,77      |       |
| 11                | Yoandris Betanzos | Cuba           | 14,93    | 16,22    | 16,67    |          |          |          | 16,67      |       |
| 12                | Sheryf El-Sheryf  | Ucrânia        | 16,29    | x        | 16,38    |          |          |          | 16,38      |       |

Legenda
| Recorde mundial       | Recorde mundial (World record)               |                       | Recorde africano                      | Recorde africano (African) |                                           | Q | Classificado por posição (Qualified) |
| Recorde do campeonato | Recorde do campeonato (Championship record)  | Recorde da América    | Recorde da América (Americas)         | q                          | Classificado por melhor tempo (Qualified) |   |                                      |
| Melhor marca do ano   | Melhor marca do ano (World leading)          | Recorde asiático      | Recorde asiático (Asian)              | DNS                        | Não largou (Did not start)                |   |                                      |
| Recorde nacional      | Recorde nacional (National record)           | Recorde europeu       | Recorde europeu (European)            | DNF                        | Não terminou (Did not finish)             |   |                                      |
| Recorde pessoal       | Recorde pessoal do atleta (Personal best)    | Recorde da Oceania    | Recorde da Oceania (Oceania)          | DSQ / DQ                   | Desclassificado (Disqualified)            |   |                                      |
| Recorde da temporada  | Recorde da temporada do atleta (Season best) | Recorde sul-americano | Recorde sul-americano (South America) | NM                         | Sem marca (No mark)                       |   |                                      |